# Bahrainische Fußballnationalmannschaft (U-17-Junioren)
Die bahrainische Fußballnationalmannschaft der U-17-Junioren ist die Auswahl bahrainischer Fußballspieler der Altersklasse U-17, die die Bahrain Football Association auf internationaler Ebene, beispielsweise in Freundschaftsspielen gegen die Junioren-Auswahlmannschaften anderer nationaler Verbände, aber auch bei der U-16-Asienmeisterschaft des Kontinentalverbandes AFC oder der U-17-Weltmeisterschaft der FIFA repräsentiert. Größte Erfolge der Mannschaft waren der vierte Platz bei der Weltmeisterschaft 1989 sowie der Finaleinzug bei der Asienmeisterschaft 1988.

## Teilnahme an U-16- und U-17-Weltmeisterschaften
| U-16-Weltmeisterschaft - 1985: nicht qualifiziert - 1987: nicht qualifiziert - 1989: 4. Platz U-17-Weltmeisterschaft - 1991: nicht qualifiziert - 1993: nicht qualifiziert - 1995: nicht qualifiziert - 1997: Vorrunde - 1999: nicht qualifiziert - 2001: nicht qualifiziert - 2003: nicht qualifiziert | - 2005: nicht qualifiziert - 2007: nicht qualifiziert - 2009: nicht qualifiziert - 2011: nicht qualifiziert - 2013: nicht qualifiziert - 2015: nicht qualifiziert - 2017: nicht qualifiziert - 2019: nicht qualifiziert - 2023: nicht qualifiziert |

## Teilnahme an U-16- und U-17-Asienmeisterschaften
| U-16-Asienmeisterschaft  | U-17-Asienmeisterschaft  |
| ------------------------ | ------------------------ |
| 1985: nicht qualifiziert |                          |
| 1986: Vorrunde           |                          |
| 1988: 2. Platz           |                          |
| 1990: nicht qualifiziert |                          |
|                          | 1992: Vorrunde           |
|                          | 1994: 4. Platz           |
|                          | 1996: 3. Platz           |
|                          | 1998: 3. Platz           |
|                          | 2000: nicht qualifiziert |
|                          | 2002: nicht qualifiziert |
|                          | 2004: nicht qualifiziert |
|                          | 2006: nicht qualifiziert |
| 2008: Vorrunde           |                          |
| 2010: nicht qualifiziert |                          |
| 2012: nicht qualifiziert |                          |
| 2014: nicht qualifiziert |                          |
| 2016: nicht qualifiziert |                          |
| 2018: nicht qualifiziert |                          |
|                          | 2023: nicht qualifiziert |